# Nataša Jarovenko
Natalija Jarovenko, detta Nataša (in ucraino Наталія "Наташа" Яровенко?; trasl. angl.: Natasha Yarovenko; Odessa, 23 luglio 1979), è una modella e attrice ucraina.

## Biografia
Laureatasi in filologia tedesca a Odessa, in Ucraina, nel 2000 si è trasferita a Barcellona, dove ha iniziato la carriera di attrice. Ha fatto il suo debutto dapprima sulla televisione regionale catalana e poi su quella nazionale spagnola. Nel 2011 ha vinto due premi come migliore attrice rivelazione per il suo ruolo nel film Room in Rome ai Turia Award e al 25º premio Goya.

## Filmografia

### Cinema
- Valérie - Diario di una ninfomane (Diario de una Ninfómana), regia di Christian Molina (2008)
- Negro Buenos Aires, regia di Ramon Térmens (2010)
- Room in Rome (Habitación en Roma), regia di Julio Medem (2010)
- Il cavaliere del Santo Graal (El Capitán Trueno y el Santo Grial), regia di Antonio Hernández (2011)
- Aftershock, regia di Nicolás López (2013)
- Loki 7, regia di Ernesto Alemany (2016)

### Televisione
- Ventdelplà – serie TV, 3 episodi (2005)
- Hospital Central – serie TV, 1 episodio (2007)
- Lalola – serie TV, 54 episodi (2008-2009)
- Inocentes – miniserie TV, 2 puntate (2010)
- Pelotas – serie TV, 1 episodio (2010)
- Las aventuras del capitán Alatriste – serie TV, 13 episodi (2015)

## Doppiatrici italiane
Nelle versioni in italiano delle opere in cui ha recitato, Nataša Jarovenko è stata doppiata da:
- Eleonora Reti in Room in Rome
- Gemma Donati in Il cavaliere del Santo Graal